# Tioconazol
Tioconazol é um fármaco da classe dos antifúngicos derivado do imidazol.
Apresenta ação fungicida contra leveduras e dermatófitos e também apresenta atividade contra Trichomonas vaginalis, Gardnerella vaginalis, Bacteroides sp e algumas bactérias Gram-positivas incluindo Staphylococcus e Streptococcus sp. Ele age atacando a integridade da membrana celular do fungo o que causa a sua morte.
Este medicamento pode ser encontrado na forma farmacêutica de creme, loção ou pó, podendo ser utilizado de forma tópica ou intra-vaginal.
Comercialmente o princípio ativo pode ser encontrado nos medicamentos: Cartrax, Gino-tralen, Gynomax e Seczol.